# Антонов, Александр Павлович (революционер)
Алекса́ндр Па́влович Анто́нов (1850 — ?) — русский революционер, народоволец.

## Биография
Родился около 1850 года.
Окончил юнкерское училище. В 1882 году — поручик 16-го гренадерского Мингрельского полка в Тифлисе.
С весны 1881 года состоял членом местного революционного офицерского народовольческого кружка, снабжал революционными изданиями членов кружка и принимал деятельное участие в устройстве сходок.
Был арестован 11 января 1883 года и привлечён, в числе 28 человек, к дознанию при Тифлисском жандармском управлении по делу о народовольческом кружке, образовавшемся среди офицеров Мингрельского полка. На допросе дал «наиболее обстоятельные и подробные показания, способствовавшие полному раскрытию деятельности других обвиняемых».
Был уволен со службы без прошения. Содержался в Метехском тюремном замке в Тифлисе, а затем переведён в Петербург, где с 30 января 1883 года содержался в Петропавловской крепости. Во время содержания в крепости сошёл с ума и 26 апреля 1883 года переведён из крепости в Казань, в лечебницу для душевно-больных.
По соглашению министров внутренних дел и юстиции (1884) дело о нём было приостановлено впредь до разрешения вопроса о его психическом заболевании. Освидетельствованием врачей от 10 февраля 1884 года был признан вылечившимся от своей болезни (мрачное помешательство). 4 июля 1884 года Антонову было вынесено наказание предварительным содержанием под стражей и подчинении гласному надзору на три года в местности, избранной им для жительства. Жил в Баку, где служил писцом в губернском управлении.
В конце 1887 года он возбудил ходатайство о вступлении в военную службу, которое было отклонено в феврале 1888 года. Освобождён от надзора по предписанию департамента полиции — в ноябре 1890 года.
Дальнейшая судьба Антонова и дата смерти — неизвестны.